# 维利耶苏格雷
维利耶苏格雷（法語：Villiers-sous-Grez，法語發音：[vilje su ɡʁe] ⓘ）是法国塞纳-马恩省的一个市镇，属于枫丹白露区。

## 地理
维利耶苏格雷（48°19'10"N, 2°38'53"E）面积12.25 平方千米，位于法国法蘭西島大區塞纳-马恩省，该省份为法国北部内陆省份，北起瓦兹省，西接埃松省、马恩河谷省、塞纳-圣但尼省和瓦兹河谷省，南至卢瓦雷省，东南接约讷省，东临马恩省和奥布省，东北接埃纳省。
与维利耶苏格雷接壤的市镇（或旧市镇、城区）包括：拉沙佩勒拉雷讷、卢万河畔格雷、拉尔尚、勒克洛斯。
维利耶苏格雷的时区为UTC+01:00、UTC+02:00（夏令时）。

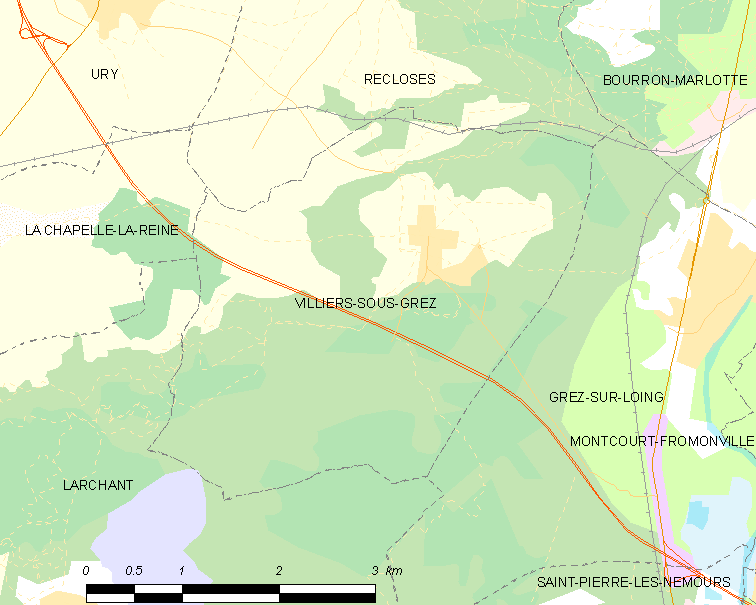
维利耶苏格雷的OSM定位图

## 行政
维利耶苏格雷的邮政编码为77760，INSEE市镇编码为77520。

## 政治
维利耶苏格雷所属的省级选区为枫丹白露县。

## 人口

1962-2008年间维利耶苏格雷人口变化图示

维利耶苏格雷于2022年1月1日时的人口数量为684人。